# Gilberto Hernández Ortega
Gilberto Hernández Ortega (n. 21 decembrie 1923, Baní⁠(d), Peravia Province⁠(d), Republica Dominicană – d. 23 octombrie 1979, Santo Domingo, Republica Dominicană) a fost un important artist din Republica Dominicană. Este considerat unul dintre cei mai importanți pictori ai generației sale și unul dintre reprezentanții de seamă ai artei dominicane din secolul al XX-lea.

## Date biografice
Gilberto Hernández Ortega s-a născut în Baní, provincia Peravia, în 1923, dar a crescut în Santo Domingo. Este de fapt strănepotul francezului Pierre André Frier, conform unor surse.
În căutarea unei cariere artistice, Hernández Ortega a studiat inițial arta sub îndrumarea lui Celeste Woss y Gil la academia privată a acesteia. Însă, fiind încă indecis, a urmat ingineria timp de mai bine de doi ani înainte de a se angaja să urmeze pictura. A urmat apoi cursurile Școlii Naționale de Arte Frumoase, unde a studiat din nou cu Woss y Gil, dar și cu Josep Gausachs și George Hausdorf. Printre aceștia, Gausachs l-a influențat cel mai mult, iar Hernández Ortega a menținut o relație strânsă cu artistul mai în vârstă până la moartea acestuia în 1959. Artistul a lucrat îndeaproape și cu Jaime Colson și Clara Ledesma, și a găsit inspirație în operele artiștilor cubanezi Wifredo Lam și Mario Carreño Morales.

## Cariera artistică
În 1946, Gilberto Hernández Ortega a avut prima sa expoziție personală, unde a expus 63 de picturi și desene. De-a lungul carierei sale, a expus în străinătate, prima sa expoziție personală internațională având loc la Caracas, Venezuela, în 1951. Alte expoziții internaționale au inclus expoziții în Statele Unite, Spania, Argentina, Brazilia, Israel și Taiwan. De asemenea, a primit premii în cadrul bienalelor naționale de artă din 1952, 1958 și 1974. 
Pe lângă cariera sa artistică, Ortega a predat arta timp de mulți ani. În 1946, a devenit profesor la Școala Națională de Arte Frumoase, unde a fost numit director adjunct în 1954. În 1966, a deschis o școală privată de artă în Santo Domingo. În timpul anilor săi de predare, Ortega a avut o influență semnificativă asupra marilor artiști dominicani, printre care Ada Balcácer, Iván Tovar, Ramón Oviedo și Elsa Núñez. Aceștia au fost inspirați de stilul său artistic, dar și de abordarea sa pedagogică, care a încurajat creativitatea și inovația în artă.
Gilberto Hernández Ortega a fost un artist care a experimentat cu diferite stiluri artistice, cum ar fi suprarealismul, expresionismul și abstracționismul. Deși a fost inițial asociat cu suprarealismul, el și-a extins repertoriul și a creat opere într-o varietate de stiluri. Cele mai multe dintre picturile sale sunt figurative și reprezintă forme umane distorsionate.
Deși paleta sa cuprinde culori întunecate, cum ar fi albastru, violet, gri, verde, maro și negru, Hernández Ortega a adăugat deseori culori vii, cum ar fi galben, portocaliu și roșu, pentru a lumina compozițiile sale. Aceste culori vibrante au creat un contrast puternic cu culorile mai întunecate și au dat viață operei sale, făcându-le să pară mai expresive și mai dinamice.
Una dintre cele mai cunoscute lucrări ale lui Gilberto Hernandez Ortega este seria sa de picturi intitulată "Familia Dominicana", care prezintă persoane și scene din viața cotidiană a oamenilor din Republica Dominicană. Aceste picturi au fost expuse în întreaga lume și au fost apreciate pentru abilitatea lui Ortega de a surprinde esența culturii dominicane prin intermediul artei sale.

## Moartea
Gilberto Hernández Ortega a încetat din viață în Santo Domingo, Republica Dominicană, în 1979. Moartea sa a fost o pierdere semnificativă pentru comunitatea artistică din Republica Dominicană, iar moștenirea sa artistică a rămas o sursă de inspirație pentru generațiile următoare de artiști din țară și din întreaga lume.